# Футбол на летних юношеских Олимпийских играх 2010
Соревнования по футболу на летних юношеских Олимпийских играх 2010 года. Жеребьевка была проведена 18 мая 2010 года. Для участия игрокам должно быть 15 лет (родившихся в период с 1 января по 31 декабря 1995 года). Футбольные соревнования проходили с 12 по 25 августа. Матч состоял из двух таймов по 40 минут с перерывом 15 минут.

## Команды
| Континент | Юноши      | Девушки               |
| --- | ---------- | --------------------- |
| Европа | Черногория | Турция                |
| Африка | Зимбабве   | Экваториальная Гвинея |
| Северная Америка и Центральная Америка, а также страны, находящиеся на островах, расположенных в Карибском море | Гаити      | Тринидад и Тобаго     |
| Азия | Сингапур   | Иран                  |
| Южная Америка                                                                                                   | Боливия    | Чили                  |
| Океания | Вануату    | Папуа Новая Гвинея    |

## Медальный зачёт
| События | Золото  | Серебро               | Бронза   |
| ------- | ------- | --------------------- | -------- |
| Юноши   | Боливия | Гаити                 | Сингапур |
| Девушки | Чили    | Экваториальная Гвинея | Турция   |

## Участвующие команды

### Юноши
| Группа C - Боливия - Гаити - Вануату |  | Группа D - [[Черногория\|]] Черногория - Сингапур - Зимбабве |

### Девушки
| Группа A - [[Иран\|]] Иран - Папуа Новая Гвинея - Турция |  | Группа B - Чили - Экваториальная Гвинея - Тринидад и Тобаго |